# 阿爾布拉河
阿爾布拉河是瑞士的河流，位於該國東南部格勞賓登州，屬於後萊茵河的支流，河道全長36公里，流域面積950平方公里，平均流量每秒29.1立方米。
46°41′55.21″N 9°29′28.17″E / 46.6986694°N 9.4911583°E